# Zyuzicosa baisunica
Espèce
Zyuzicosa baisunica est une espèce d'araignées aranéomorphes de la famille des Lycosidae.

## Distribution
Cette espèce est endémique de la province de Sourkhan-Daria en Ouzbékistan,. Elle se rencontre entre 700 et 800 m d'altitude dans les monts Dzhetymkalyas.

## Étymologie
Son nom d'espèce lui a été donné en référence au lieu de sa découverte, Baisun.

## Publication originale
- Logunov, 2010 : On new central Asian genus and species of wolf spiders (Araneae: Lycosidae) exhibiting a pronounced sexual size dimorphism. Proceedings of the Zoological Institute Russian Academy of Sciences, vol. 314, p. 233-263 (texte intégral).